# П'єр Гріпарі
П'єр Гріпарі (фр. Pierre Gripari, Париж, 7 січня 1925 — 23 грудня 1990, там же) — відомий французький письменник.

## Український переклад
- Гріпарі, П'єр. (2008). Дві пані. Київ: Грані-Т. ISBN 978-966-465-129-2